# Lokodi család
A homoródszentmártoni Lokodi család régi székely család, nevét az Udvarhely megyei Lokod községről vette. 
A családból Lokodi Péter az első, akiről írásos említés maradt fenn: Udvarhelyszék hites assessoraként szerepelt. 1515-ben jelen volt az udvarhelyi nemzetgyűlésen, mikor a székely constitucíót alkották. Címeres nemeslevelet I. Apafi Mihály alatt nyertek. 
Lokodi György királyi ügyvéd, uradalmi és királyi ügyész volt. János nevű fia Marosvásárhelyen irodaigazgató volt a királyi  törvényszéknél. János gyermekei Lokodi Antal marosvásárhelyi orvos Marosvásárhelyt, Lokodi Géza királyi járásbíró Hosszúaszón és Lokodi Anna.
Szintén a család tagjai voltak Lokodi Sándor városi szószóló Abrudbányán és Lokodi Ignác római katolikus esperes 1848-ban.